# Anna Wessman (konstnär)
Denna artikel handlar om konstnären Anna Wessman. För spjutkastaren, se Anna Wessman (friidrottare)
Anna Wessman, född 18 maj 1969 i Västervik, är en svensk konstnär.
Anna Wessman utbildade sig på Nordiska konstskolan i Karleby i Finland mellan 1994 och 1996, på Konsthögskolan i Malmö 1996–2001 och i dokumentärfilmning på Skurups folkhögskola 2012. Hon har arbetat som teckningslärare på Östra Grevie folkhögskola 2014–2015 och 2017–2018 samt på Österlenskolan i Simrishamn 2015–2016 och 2017.
Anna Wessman deltog 2013 i ett projekt för att skapa offentlig konst i Seved i Malmö med muralmålningar på väggarna till en garagenedfart till en av Malmö Kommunala Bostadsaktiebolag ägd fastighet på Jespersgatan.

## Offentliga verk
- On site, ljusverk, 2197, Båstadgatan, Östra Sorgenfri, Malmö (tillsammans med Tamara De Laval),
- Lindansaren, skulptur, 2017, LSS‐boende, Helsingborg, H‐borgs stad. 2017
- Broderade bonader, muralmåleri, Seved, 2013, Malmö